# Post Orgasmic Chill
Albums de Skunk Anansie
Stoosh
(1996) Wonderlustre
(2010)
Singles
1. Charlie Big Potato
Sortie : mars 1999
2. Secretly
Sortie : mai 1999
3. Lately
Sortie : août 1999
4. You'll Follow Me Down
Sortie : octobre 1999

Post Orgasmic Chill est le troisième album studio du groupe britannique de rock alternatif Skunk Anansie sorti le 22 mars 1999 sur le label Virgin Records.

## Liste des chansons
| No  | Titre                                    | Durée |
| --- | ---------------------------------------- | ----- |
| 1.  | Charlie Big Potato                       | 5:32  |
| 2.  | On My Hotel T.V.                         | 3:34  |
| 3.  | We Don't Need Who You Think You Are      | 4:21  |
| 4.  | Tracy's Flaw                             | 4:30  |
| 5.  | The Skank Heads                          | 3:11  |
| 6.  | Lately                                   | 3:53  |
| 7.  | Secretly                                 | 4:45  |
| 8.  | Good Things Don't Always Come to You     | 5:25  |
| 9.  | Cheap Honesty                            | 3:47  |
| 10. | You'll Follow Me Down                    | 4:01  |
| 11. | And This Is Nothing That I Thought I Had | 3:04  |
| 12. | I'm Not Afraid                           | 4:48  |

## Interprètes
- Skin (Deborah Dyer) : chant
- Ace (Martin Ivor Kent): guitare
- Cass (Richard Keith Lewis): basse
- Mark Richardson : batterie, percussions

## Certifications
| Pays        | Ventes    | Certification | Date       |
| ----------- | --------- | ------------- | ---------- |
| Autriche    | 10 000 +  | Or            | 22/03/1997 |
| Italie      | 300 000 + | 3 × Platine   | 2003       |
| Royaume-Uni | 100 000 + | Or            | 07/01/2000 |
| Suisse      | 25 000 +  | Or            | 2000       |